# Деніел Айзек Аксельрод
Деніел Айзек Аксельрод (16 липня 1910 — 2 червня 1998) — один з провідних фахівців у галузі палеоекології XX століття, спеціалізувався на флорі третинного періоду Північноамериканських Кордильєр, зокрема кореляції даних викопних решток специфічної флори із показниками зміни клімату.

## Біографія
Він отримав ступінь бакалавра з ботаніки та магістра і доктора філософії з палеоботаніки в Університеті Каліфорнії (Берклі). Служив в Армії Сполучених Штатів під час Другої світової війни, займався виконанням стратегічного аналізу аерофотозйомок террейнів. Після війни він працював помічником професора геології в Каліфорнійському університеті в Лос-Анджелесі. Зрештою він став професором геології та ботаніки в Лос-Анджелесі, перш ніж перейти до Каліфорнійського університету в Девісі на посаду професора палеоекології наприкінці своєї кар'єри. Звання почесного професора отримав у 1976 році. Він був обраний членом Американської академії мистецтв і наук у 1981 році.
Його колекції викопних решток флори зберігаються в музеї палеонтології Університету Каліфорнії (Берклі).

## Основні наукові праці
- Axelrod D.I. Evolution of desert vegetation in western North America // Publ. Carnegie Inst. of Washington. 1950. N 590. P. 217—306.
- Axelrod D.I. A theory of angiosperm evolution // Evolution. 1952. Vol. 6, N 1. P. 29-60.
- Axelrod D.I. Evolution of the Madro-Tertiary geoflora // Bot. Rev. 1958. Vol. 24, N 7. P. 433—509.
- Axelrod D.I. Drought, diastrophism, and quantum evolution // Evolution. 1967. Vol. 21, N 2. P. 201—209.
- Axelrod D.I. Mesozoic paleogeography and early angiosperm history // Bot. Rev. 1970. Vol. 36, N 3. P. 277—319.